# Клева (притока Березини)
Клева — річка в Білорусі у Бєлиницькому й Березинському районах Могильовської й Мінської областей. Ліва притока річки Березини (басейн Дніпра).

## Опис
Довжина річки 80 км, похил річки 0,5 м/км, площа басейну водозбору 498 км², середньорічний стік 3,8 м³/с. Формується притоками та безіменними струмками.

## Розташування
Бере початок з озера Заозерське. Тече переважно на південний захід і на південно-східній околиці села Червоний Берег за 1 км впадає в річку Березину, праву притоку річки Дніпра.